# Morris Travers
Morris William Travers (ur. 24 stycznia 1872 w Londynie, zm. 25 sierpnia 1961 w Stroud w hrabstwie Gloucestershire) – chemik angielski.
Studiował na University College w Londynie, w latach 1903-1906 był tam profesorem. W 1906 r. został dyrektorem Indyjskiego Instytutu Nauk w Bangalore. Na początku I wojny światowej wrócił do Anglii i został kierownikiem produkcji szkła w Duroglass Limited. W 1920 r. prowadził badania nad gazyfikacją węgla.
Przyczynił się do odkrycia trzech pierwiastków chemicznych – kryptonu, neonu i ksenonu, wspólnie z Williamem Ramsayem.